# Chicorée industrielle
Cichorium intybus subsp. intybus var. sativum
Variété
Classification phylogénétique
La chicorée industrielle ou chicorée à café ou chicorée à torréfier (Cichorium intybus subsp. intybus var. sativum) est un type variétal de chicorée amère (Cichorium intybus) à grosse racine, cultivée à l’origine pour la fabrication d'un succédané de café appelé couramment « chicorée ». De nos jours, la forme « chicorée instantanée » (ou « chicorée soluble »), s'est imposée en raison de sa facilité de préparation.
Longtemps substitut du café, la chicorée instantanée est maintenant recherchée par les consommateurs qui désirent éviter ou limiter la caféine, et trouvent en elle une boisson chaude, aux arômes chocolatés, sucrés et de noisettes, avec une légère amertume, qu’ils peuvent préparer rapidement et déguster tout au long de la journée. 
Elle possède en outre des vertus médicinales prometteuses. Elle favorise certaines bactéries du microbiote intestinal au détriment d’autres, permettant d’accroître la sécrétion d’hormones de satiété, jouant un rôle important dans la prévention de l’obésité. L’inuline qu’elle contient intervient positivement sur la réponse immunitaire de l’organisme et a un rôle potentiel dans la prévention du cancer du côlon (H. Willeman, 2016).
De nos jours, la chicorée à café est également cultivée pour la fabrication d'inuline à usage diététique et de fructose (tiré de l'inuline) comme édulcorant.

## Histoire
Le document le plus ancien mentionnant la chicorée est le papyrus Ebers vieux de quelque 3 600 ans. Il indique que la chicorée était très appréciée des Égyptiens au titre de plante digestive et dépurative. Pline l'Ancien précise dans son Histoire naturelle, (HN. XIX, 129; XX, 73, XXI, 88) les vertus médicinales que l'on prête dans l'Antiquité à la chicorée, et signale la présence de la plante sauvage en Égypte. 
Elle est cultivée en Europe comme plante médicinale pendant le Moyen Âge. La chicorée fait partie de la liste des plantes potagères recommandées dans le capitulaire De Villis, par Charlemagne. Hildegarde de Bingen (1098-1179) la recommande dans les cas suivants: « si on a des douleurs dans la région de la poitrine au point d’en avoir une voix rauque, [...] Si on ne peut avoir une bonne digestion » (Livre des subtilités, chap. 60).
L'utilisation de la chicorée comme substitut du café est apparue d'abord aux Pays-Bas vers la fin du XVIIe siècle, puis s'est répandue dans le Nord de l'Europe : Angleterre, Prusse, Belgique, France. Elle a connu son véritable essor, particulièrement en France, au moment du blocus continental de 1806 qui a provoqué une pénurie de café. La torréfaction de la racine permit alors d'obtenir une boisson jugée meilleure que la décoction de racine séchée jusque-là en usage.

## Usage
Si la boisson traditionnelle à base de chicorée n'est pas nécessairement l'équivalent du café sur le plan gustatif, elle a trouvé sa place sur le marché comme boisson naturelle, exempte de caféine. L'inuline qu'elle contient stimule l'activité de la flore intestinale. La chicorée est aussi un ingrédient couramment utilisé en pâtisserie, pour les biscuits, viennoiseries, ou pour le pain.  Les cossettes sèches sont également utilisées dans la fabrication de croquettes pour chiens et chats.
La chicorée, sous forme de boisson combinée ou non au café, est encore très populaire en Belgique, ainsi que dans le Nord-Pas-de-Calais, au point d'être l'un des symboles de cette région.

## Production

### Variétés industrielles
En 2023, cinquante variétés sont inscrites comme chicorées industrielles pour la fabrication de chicorée à café (ou à inuline) au Catalogue officiel français , et une douzaine au Catalogue belge.
Quelques variétés cultivées : Absylle, Cadence, Chrysolite, Larigot, Obsidienne, etc.

### Production et transformation

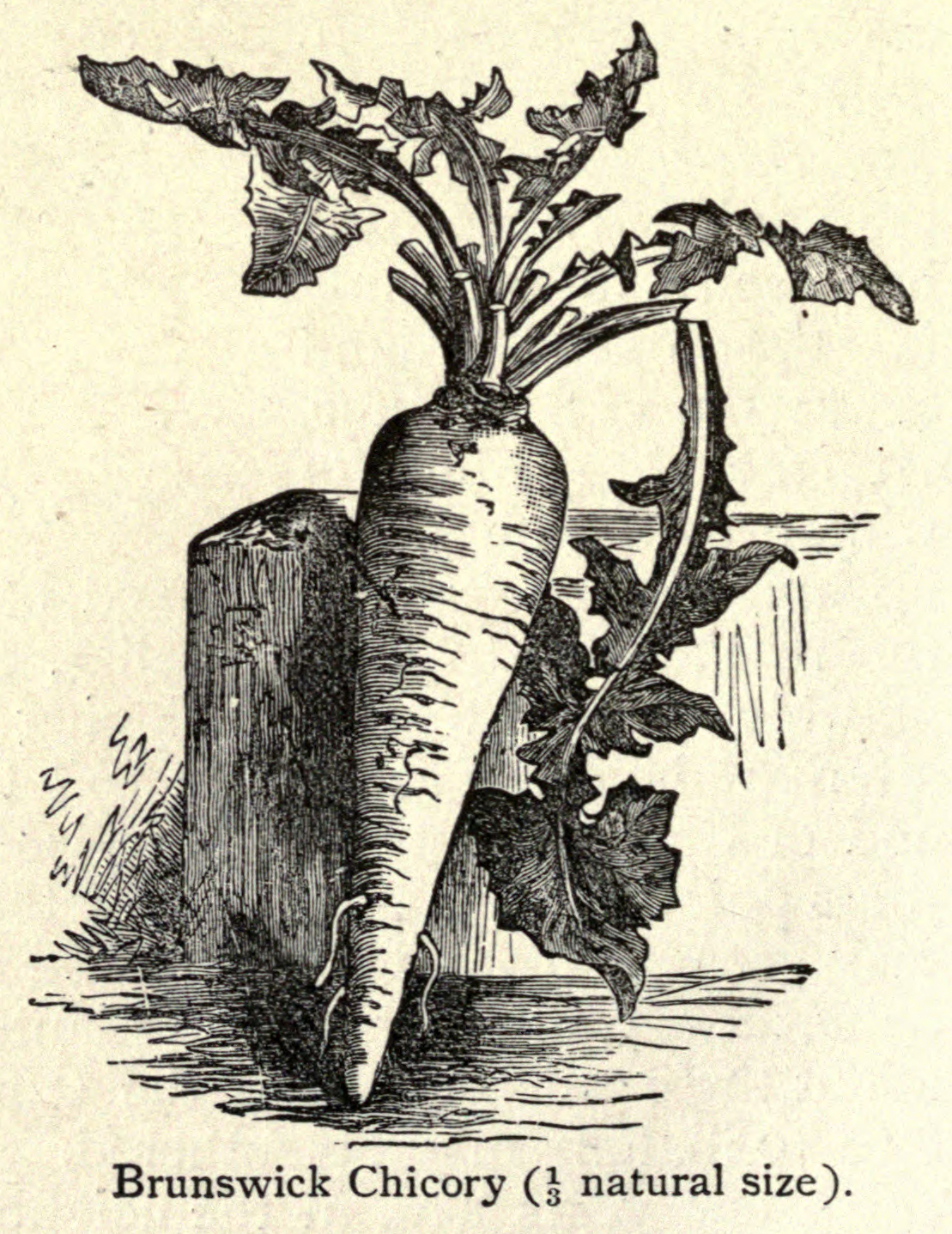
Chicorée

La chicorée industrielle est principalement cultivée en Inde, Afrique du Sud, Chili, États-Unis, Chine et surtout en nord de l’Europe (France, Belgique et Pays-Bas).
En France, les agriculteurs vivant de cette production sont concentrés dans le Nord-Pas-de-Calais. Le principal transformateur de cette plante est la société Leroux installée à Orchies. Le deuxième torréfacteur de chicorée est la Société Chicorée du nord SARL installée à Oye-Plage.
La chicorée à café se sème au printemps (avril) et la récolte des racines a lieu en automne (octobre-novembre). La France est le premier producteur mondial avec 90 000 tonnes par an.
Avec l’artichaut, la chicorée est la seule plante à contenir suffisamment d’inuline pour que son extraction soit rentable. En France, environ 180 000 tonnes d’inuline sont extraites des racines de chicorées par an (H. Willeman, 2016). L'inuline peut être utilisée directement comme fructane dans l'industrie des aliments diététiques ou comme agent texturant ou épaississant notamment dans les produits laitiers. L’hydrolyse de l’inuline fournit du fructose, un édulcorant naturel utilisé dans les boissons rafraichissantes, les crèmes glacées et autres pâtisseries.
La transformation des racines passe par plusieurs étapes:
- La transformation en cossettes : les racines sont d'abord lavées puis tronçonnées en fines lamelles appelées cossettes.
- Le séchage ou la déshydratation des cossettes qui peut se faire simplement à l'air libre dans des hangars abrités.
- La torréfaction qui consiste à griller les cossettes à environ 150 °C fait appel au tour de main du torréfacteur. Au cours de la torréfaction, l'inuline est convertie en fructose puis caramélisée. L'intybine combinée avec le fructose donne la saveur spécifique de la chicorée.
- Le concassage des cossettes en fines particules, est suivi du conditionnement soit en poudre, soit en grains, soit sous forme liquide.
- L’extraction : pour fabriquer de la « chicorée soluble » ou du concentré liquide, les grains torréfiés et concassés passent par des extracteurs où le jus obtenu par immersion dans de l’eau chaude, est filtré, centrifugé puis concentré par évaporation. L’atomisation se fait ensuite dans une haute tour de séchage.

## Pharmacologie

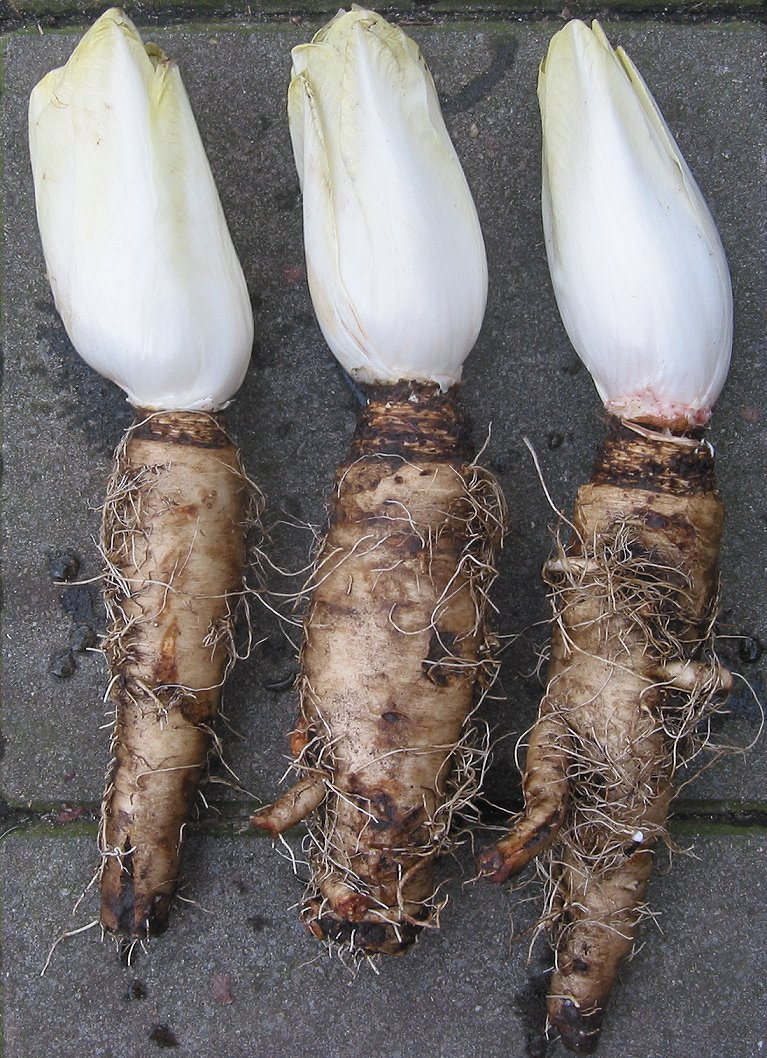
Racines de chicorée

### Composition chimique
La racine de chicorée est riche en fibres et en composés bioactifs.
L’inuline est un polysaccharide composé principalement d’une chaîne de fructoses dont la liaison ne peut pas être rompue par les enzymes intestinales humaines. Elle est donc classée parmi les fibres alimentaires. Dans la racine de C. intybus var. sativum, l’inuline est le sucre principal. Sa teneur représente de 15 à 20 % de la matière fraiche et 29,2 % de la poudre soluble (voir table Ciqual ci-contre).
L’inuline, n’étant pas digestible par les enzymes de l’intestin, se retrouve intacte dans le côlon où elle est métabolisée par les micro-organismes intestinaux. Là, elle exerce un effet stimulateur sur les bifidobactéries et contribue à l'augmentation de la production d'acides gras à chaîne courte (AGCC). C’est en raison de ces effets bénéfiques pour la santé qu’elle est classée parmi les prébiotiques. 
Actuellement, l’inuline de chicorée est aussi utilisée comme ingrédient alimentaire pour ses propriétés gélifiantes, texturantes et stabilisantes, agissant comme substituts de matière grasse, ou de sucre.

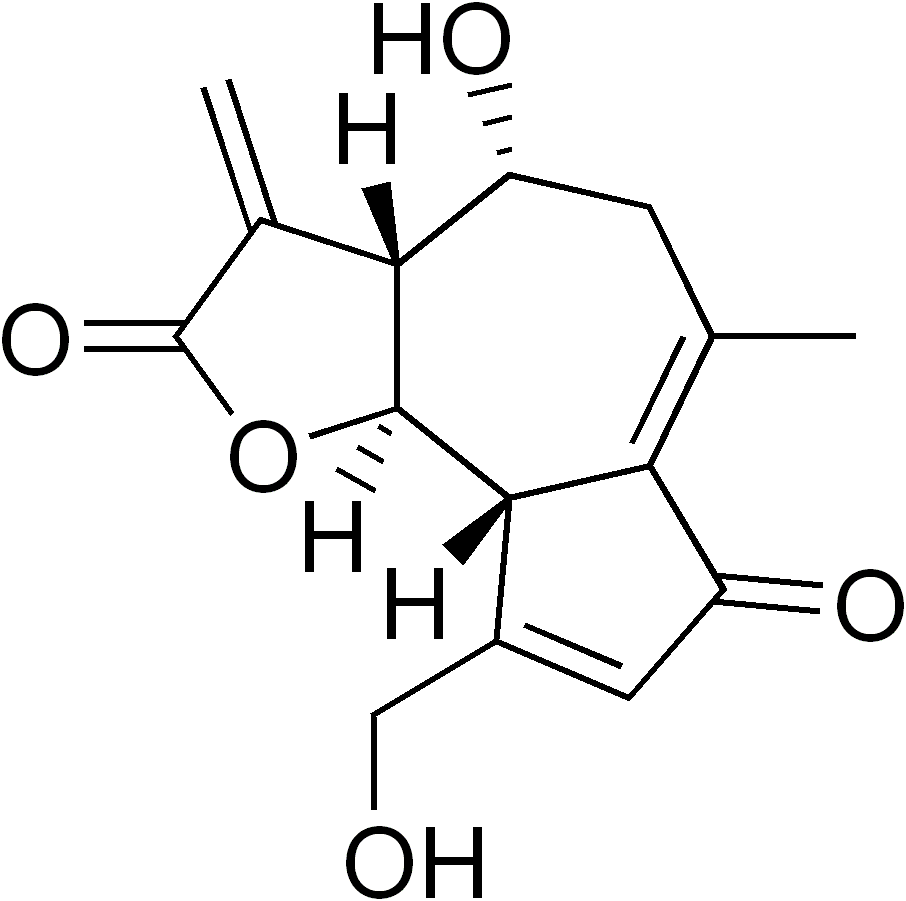
Lactucine

La chicorée est appréciée par les consommateurs pour son goût légèrement amer, provenant de lactones sesquiterpéniques. Six molécules de cette classe ont été identifiées: la lactucine (Lc), la 11(S),13-dihydrolactucine (DHLc), la 11(S),13-dihydrolactuopicrine (DHLp), la lactucopicrine (Lp), la 11(S),13-dihydro-8-déoxylactucine (DHdLc) et la 8-déoxylactucine (DLc).
Les autres composés actifs de la chicorée sont les dérivés de l’acide caféique, des flavonoïdes et autres polyphénols. Dans la racine de chicorée, deux acides chlorogéniques majeurs ont été identifiés: le 3-CQA (acide 3-mono-O-caféoylquinique) et le 3,5-diCQA  (3,5-di-O-caféoylquinique). Ce dernier est responsable de près de 70 % de l’activité antioxydante de la chicorée à café. Ces acides chlorogéniques présentent aussi des actions hypocholestérolémiantes, hypoglycémiques, anti-inflammatoires et anti-tumorales.

### Évaluations
L’inuline en stimulant les lactobacilles, est capable d’activer les lymphocytes T et NK ainsi que les phagocytes. Les lactones sesquiterpéniques possèdent de leur côté des activités anti-inflammatoires et anti-tumeurs.
Afin d’étudier in vivo les effets des divers composants de la chicorée alimentaire dans toute leur complexité, une étude de Marion Fauré et al. a porté sur des racines de chicorée grillées, de divers génotypes, données à des souris. Elle a permis de voir les effets sur le microbiote intestinal des principaux composés métaboliques. Le génotype G35, qui est le plus riche en inuline (250,33 μg/g de mat. sèche), en fructose (20,65 μg/g de mat. sèche) a entraîné une diminution de l'abondance des Firmicutes et du ratio Firmicutes/Bacteroidetes du microbiote intestinal, donc une augmentation relative des bactéries ayant un effet bénéfique sur la physiopathologie de l’obésité. En outre, le génotype G35, qui est également le plus riche en composés anti-inflammatoires (tels que le cqa et le DHdLc), peut aussi renforcer la sécrétion de GLP-1, une hormone de satiété. La chicorée a ainsi la capacité de contrôler l’appétit en accroissant les hormones de satiété.